# Rond-Palm
Der Rond-Palm war ein niederländisches Maß für das Messen vom Umfang von Schiffsmasten. Zu diesem Maß gehörte der Diameter-Palm, mit dem der Mastendurchmesser bestimmt wurde. Der Palm oder die Palme war 1/3 Amsterdamer Fuß (alt = 0,283133 Meter).
- 1 Rond-Palm = 42,335 Pariser Linien = 95,5 Millimeter
- 1 Diameter-Palm = 134,762 Pariser Linien = 0,304 Meter